# Palazzo Cattaneo-Barberini

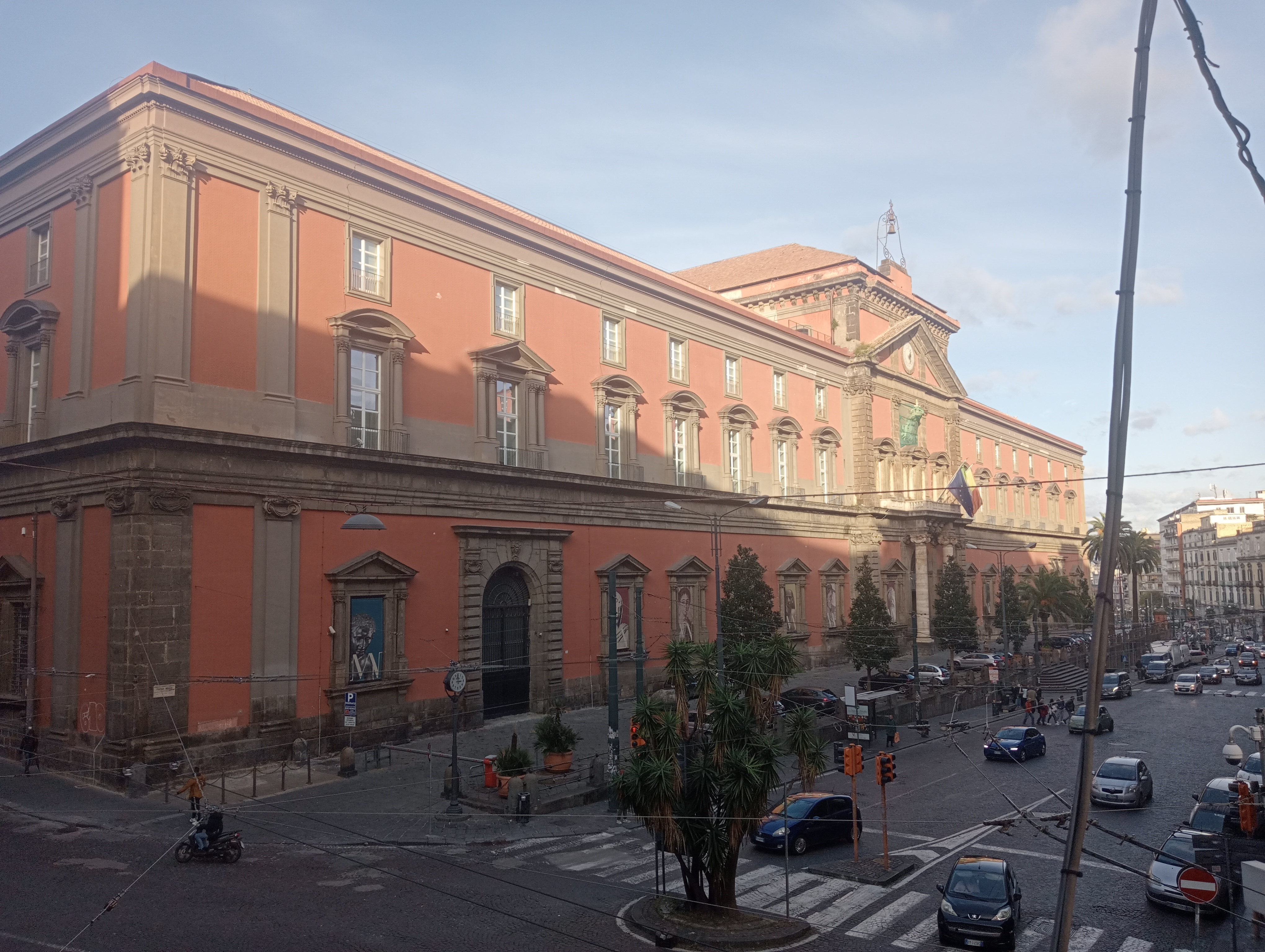
Palazzo Cattaneo-Barberini in Neapel, Hauptfassade

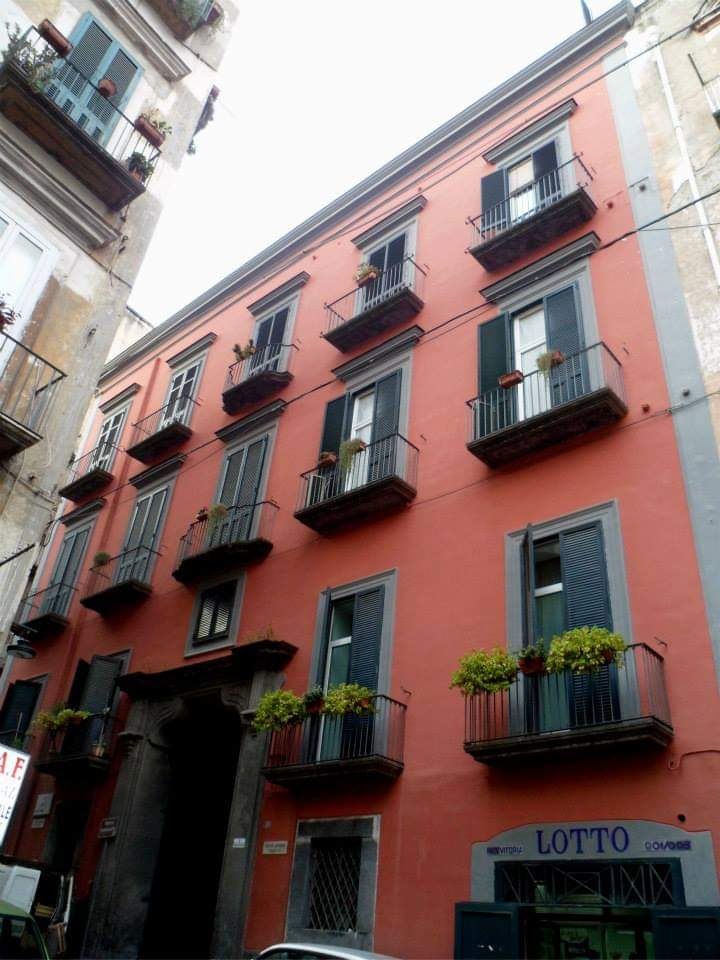
Seitenfassade

Der Palazzo Cattaneo-Barberini ist ein Palast aus dem 17. Jahrhundert im Viertel Quartieri Spagnoli von Neapel in der italienischen Region Kampanien. Er liegt in der Via San Matia, 63.

## Geschichte
Der Palast hat seine Ursprünge vermutlich im 17. Jahrhundert, dennoch zeigt er sich heute in klassizistischem Gewand, das er bei einer radikalen Renovierung in der zweiten Hälfte des 18. Jahrhunderts erhalten hatte. Im Laufe des 18. Jahrhunderts gehörte er vermutlich der Familie Cristiani, Markgrafen von Caselle. Deren Familienarchiv schenkte, soweit es das Gebäude betraf, die Eigentümerin, Ippolita Cattaneo, 1967 dem Staatsarchiv von Neapel. Die Familie Cristiani starb um das Ende des 18. Jahrhunderts herum aus; letztes Familienmitglied war Markgräfin Chiara Cristiani. Der Titel und der Palast fielen dann an die Familie ihres Gatten, die Mazzarottas. 1874 kaufte der achte Prinz von Sannicandro, Francesco Cattaneo, (1844–1875) das Gebäude, das dann zwei Generationen lang in der Familie blieb, bis die Enkelin Ippolita (1897–1988) – verheiratet mit Francesco Barberini (daher stammt der zweite Teil des Namens des Palastes) – das Anwesen aufteilte und es in den 1970er-Jahren an verschiedene Eigentümer verkaufte.
Heute ist der Palast ein privates Mietshaus, das gut erhalten ist und so als eines der besterhaltenen Gebäude des ganzen Viertels definiert werden kann.

## Beschreibung
An der nüchternen, dreistöckigen Fassade sticht besonders das elegante Eingangsportal in Piperno mit seinem gemischtlinigen Bogen zwischen zwei Pilastern heraus. Wenn man durch den Empfangssalon geht, an dessen Gewölbedecke sich ein Fresko des Wappens der Familie Cattaneo della Volta und an dessen linker Wand sich ein zweiteiliges Wappen der Cattaneos und der Barberinis befinden, gelangt man in den Innenhof, an dessen Rückwand besonders die offene Treppe aus dem 18. Jahrhundert auf Pilastern mit drei Bögen pro Stockwerk hervorzuheben ist. Ebenfalls auf den rechteckigen Innenhof kann man einen alten Brunnen bewundern, der vermutlich einst als Pferdetränke genutzt und aus einem einzigen Pipernoblock gehauen wurde.

## Bildergalerie

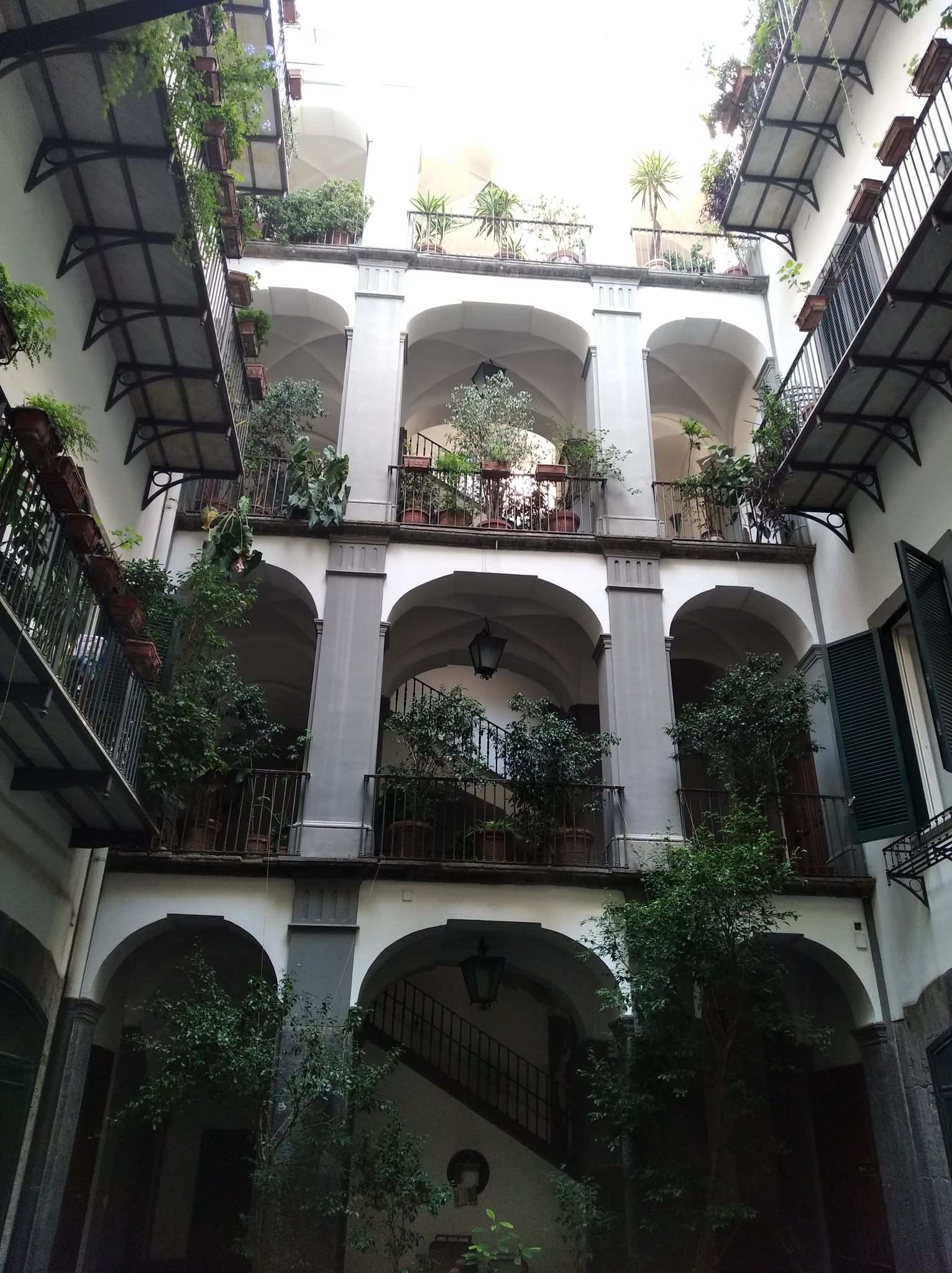
Offene Treppe
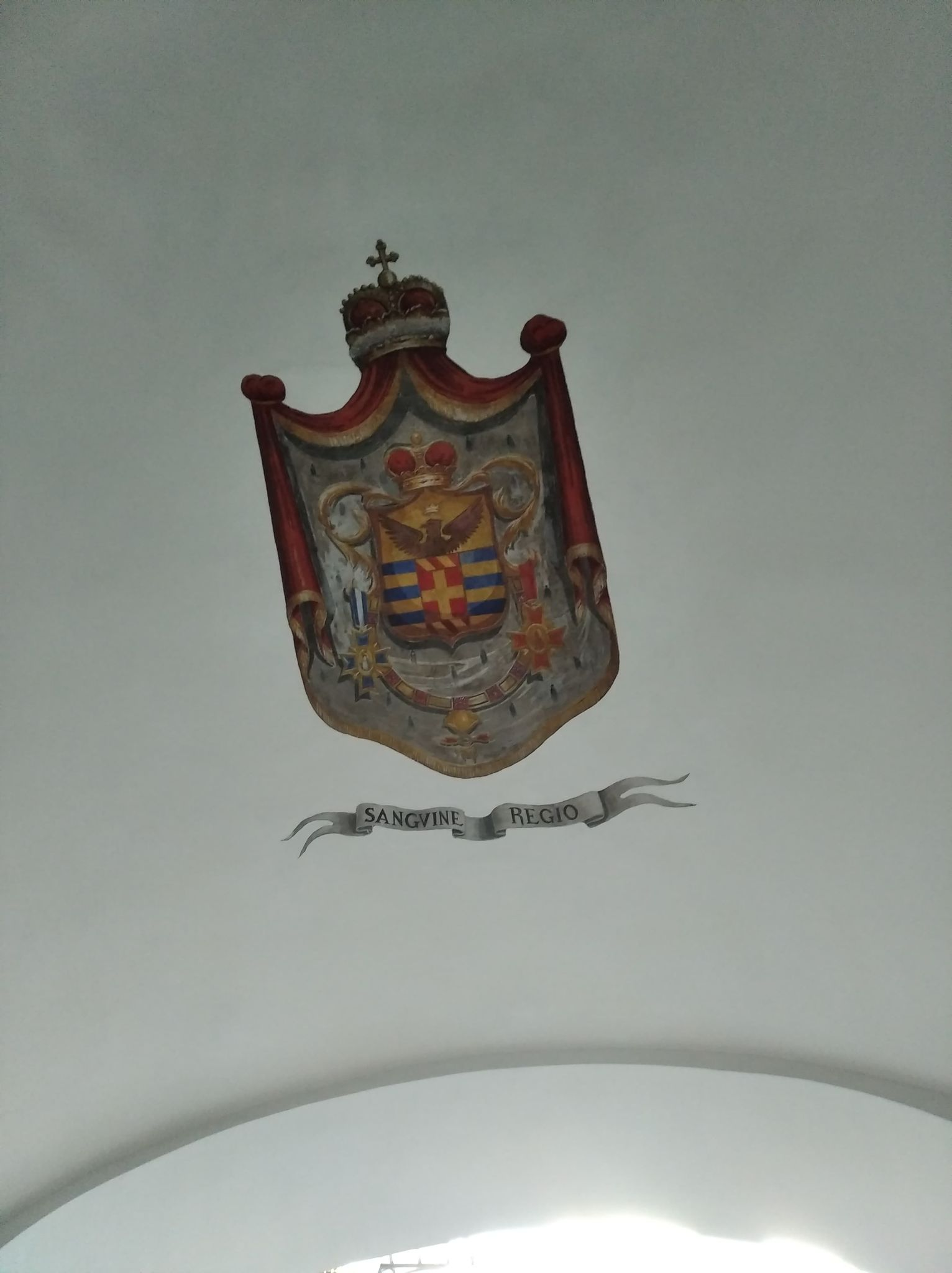
Wappen der Cattaneos, Fresko an der Gewölbedecke des Empfangssalons
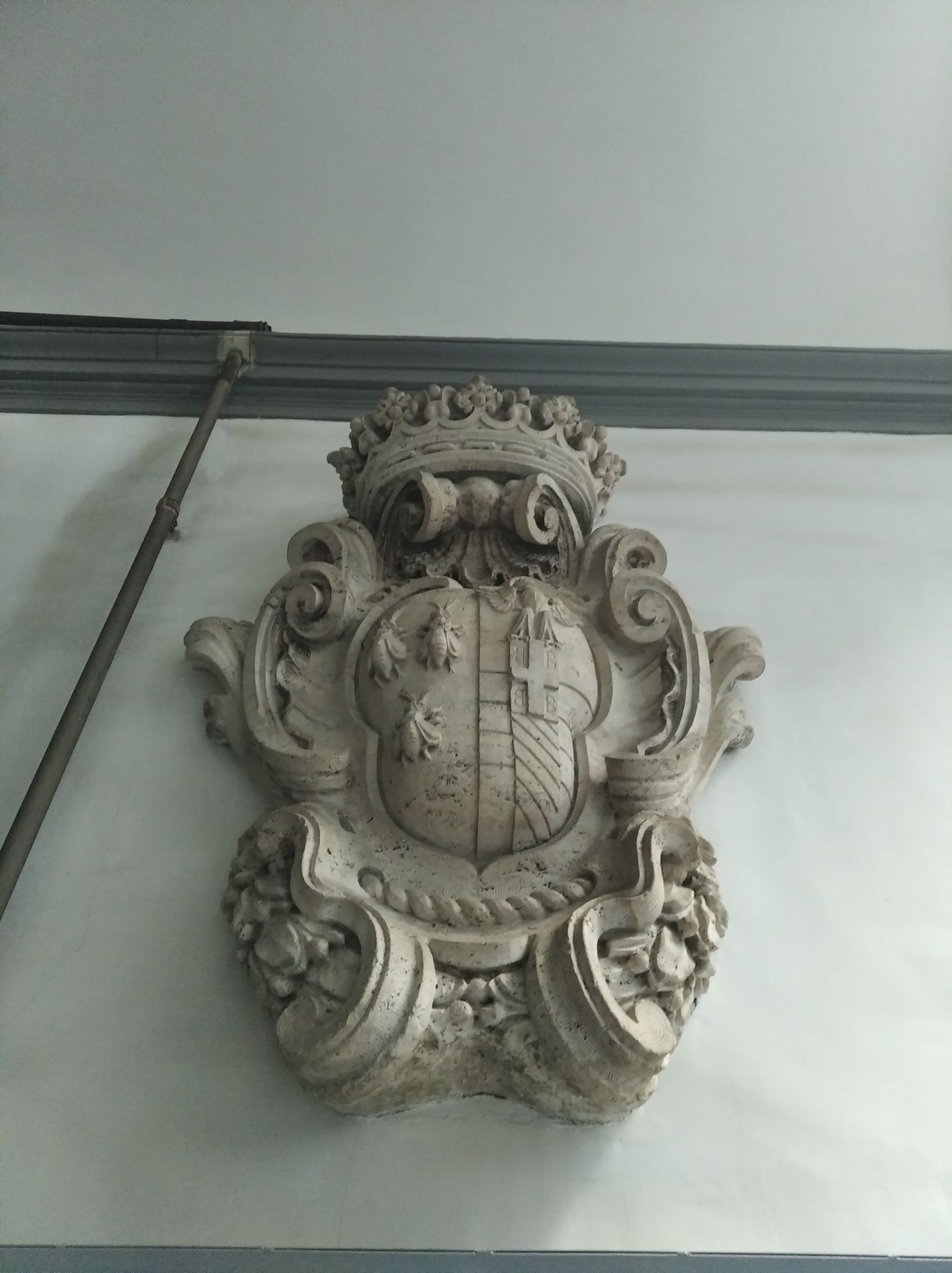
Zweigeteiltes Marmorwappen der Cattaneos und Barberinis an der linken Wand des Empfangssalons
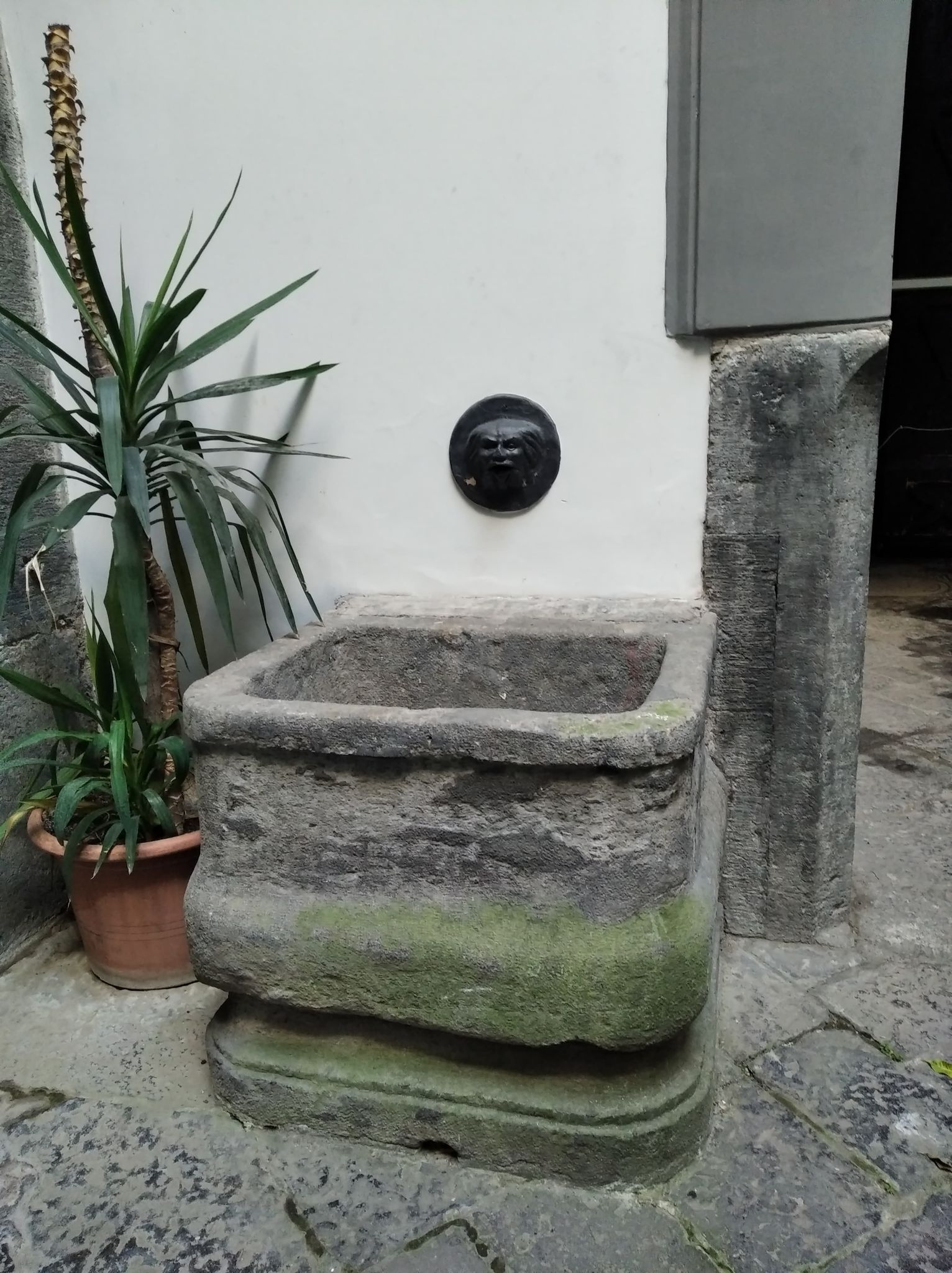
Brunnen aus Piperno im Innenhof